# 斯特拉·克雷西
斯特拉·朱迪斯·克雷西（英語：Stella Judith Creasy；1977年4月5日—）是一位英国劳工与合作党政治人物，现任英国国会沃尔瑟姆斯托选区议员。

## 早年生活和教育
克雷西生于西密德兰郡伯明翰都市圈内的萨顿科尔菲尔德，双亲皆为英国工党党员。其父菲利普·查尔斯·克雷西为娴熟的歌剧演员；其母科琳娜·弗朗西斯·阿夫里尔（娘家姓马丁）则为一所特殊教育学校的校长；其兄长马修·亨利·克雷西（1974年出生）是一名学者。克雷西为托利党政治人物第二代高特子爵查尔斯·维里克之六世外孙女、第一代凯泽男爵查尔斯·凯泽爵士五世外孙女，这两支血缘都通过其母系获得，保守党世袭贵族第三代罗瑟威克男爵罗宾·凯泽亦是克雷西隔代第二代表亲。
克雷西在曼彻斯特度过童年，随家人搬到了埃塞克斯郡古老的沿海城市科尔切斯特，在当地的一所文法学校科尔切斯特郡立女子高中上学。她的第一次小学升学甄别考试以失败告终，但家庭南迁给了她第二次机会。后升入剑桥大学莫德林学院学习社会学和政治学，又在伦敦经济学院接收研究生教育。2005年，其论文获得理查德·泰斯穆斯奖。约翰·梅杰首相任期结束前，她加入费边社成为其实习生。
2006年，克雷西已经开始了国会研究员的工作，她以题为《理解社会排斥的生活世界》的论文获伦敦经济学院社会心理学博士学位。

## 早期事业
克雷西从事说客和公关顾问业务，成为英国童军总会的公共事务主管。
后任参与智库副主任，曾是多名工党政府大臣，包括道格拉斯·亚历山大、查尔斯·克拉克和罗斯·克鲁斯顿的研究和演讲撰稿人。
在沃爾瑟姆森林自治市当选为市议会议员，后任副市长、市长，在任市长四个月后，当选为下议院议员。
她曾是青年费边社社员，并任其执行委员。

## 谴责中国政府
2020年9月8日在工党希柏恩·麦克唐纳的协调下，与包括英国保守党外交事务委员会主席托马斯·图根达特、自由民主党领袖爱德·戴维，以及英国绿党、苏格兰民族党和威尔士党在内的130多名议员给中国驻英大使刘晓明写信，联名谴责中国政府针对新疆维吾尔穆斯林的行为。